# 시체가 돌아왔다
"시체가 돌아왔다"는 2012년에 개봉한 대한민국의 영화이다.

## 캐스팅
- 이범수 : 백현철 역
- 류승범 : 안진오 역
- 김옥빈 : 한동화 역
- 정만식 : 스티브 정 역
- 유다인 : 장하연 역
- 신정근 : 조 팀장 역
- 고창석 : 황성구 역
- 정인기 : 한진수 역
- 오정세 : 정명관 역
- 배정남 : 종무 역
- 한성용 : 길상례사 역
- 우정국 : 노숙자 역
- 조지환 : 경찰 1 역
- 여민정 : 여기자 역
- 김대호 : 신랑 역
- 오창경 : 형사 역
- 손종학 : 상례가게 주인 역
- 리우진 : 진상례사 역
- 남경읍 : 김택수 역 (특별출연)
- 갤럭시 익스프레스 : 클럽밴드 역 (특별출연)